# Kardinia Park
Het Kardinia Park is een multifunctioneel stadion in Geelong, een stad in Australië. Het stadion wordt ook wel GMHBA Stadium genoemd, vanwege de sponsor.
Het stadion heeft door de verschillende sponsors in het verleden ook verschillende namen gehad. Zo heette dit stadion tussen 1999 en 2001 het Shell Stadium, in 2001 het Baytec Stadium, tussen 2001 en 2011 Skilled Stadium en tussen 2012 en 2017 Simonds Stadium. Vanaf 2018 is de zorgverzekeraar GMHBA Limited de sponsor.
Het stadion werd geopend in 1941. In dat jaar verruilde de Australian footballclub Geelong Football Club het oudere Corio Oval om vanaf dan hier zijn thuiswedstrijden te spelen. Het stadion wordt vooral gebruikt voor Australian football-, cricket-, rugby- en voetbalwedstrijden, de voetbalclub Western United FC maakt vanaf 2019 gebruik van dit stadion. De voetbalclub Melbourne Victory maakte tussen 2013 en 2019 ook gebruik van dit stadion. Het cricketteam Melbourne Renegades speelt hier sinds 2018. 
In het stadion is plaats voor 36.000 toeschouwers. Het recordaantal toeschouwers was op 30 augustus 1952. Geelong speelde tegen Carlton en het aantal toeschouwers bedroeg 49.109. Het stadion bestaat uit 6 tribunes en nog een gedeelte dat the Gary Ablett Terrace wordt genoemd. Namen voor de verschillende tribunes zijn onder andere 'Players Stand', 'Premiership Stand' en 'Reg Hickey Stand'.
Vanaf 2003 zijn er veel renovaties aan het stadion. Dit gebeurt in verschillende fasen. Delen van het stadion aan de zuid- en westkant werd gesloopt en er werd een nieuwe deel gebouwd. Ook het oostelijke gedeelte van het stadion werd vernieuwd.

## Website
- Website van het stadion